# I liga w hokeju na trawie mężczyzn (2018/2019)
I liga w hokeju na trawie mężczyzn (2018/2019) – 82. edycja rozgrywek o drużynowe mistrzostwo Polski. 
Rozgrywki prowadzone były z udziałem 10 drużyn i były podzielone na dwie fazy: zasadniczą i play-off. 
W fazie zasadniczej każda z drużyn rozegrała po 18 meczów systemem ligowym („każdy z każdym”). Dwa czołowe zespoły po fazie zasadniczej rozegrały dwumecz o mistrzostwo Polski, a drużyny z miejsc 3-4 o brązowy medal. Dwie ostatnie drużyny zostały zdegradowane do nowej I ligi, a zespoły z miejsc 7-8 zmierzyły się w turnieju barażowym z dwoma czołowymi zespołami II ligi o prawo gry w nowej Superlidze.
Mistrzem Polski po raz 23. został Grunwald Poznań. Najlepszym strzelcem został Mateusz Hulbój z Grunwaldu, który zdobył 32 gole.
Postanowiono, że od przyszłego sezonu najwyższa (ośmiozespołowa) klasa rozgrywkowa nazywana będzie Superligą. Będzie w niej występowało sześć czołowych drużyn obecnego sezonu oraz dwie najlepsze z turnieju barażowego. Druga klasa rozgrywkowa zwana będzie I ligą.

## Faza zasadnicza
| Lok. | Drużyna                    | Mecze | Punkty | Bramki |
| ---- | -------------------------- | ----- | ------ | ------ |
| 1.   | WKS Grunwald Poznań        | 18    | 51     | 123-17 |
| 2.   | KS Pomorzanin Toruń        | 18    | 42     | 85-40  |
| 3.   | KS Warta Poznań            | 18    | 35     | 59-44  |
| 4.   | LKS Rogowo                 | 18    | 33     | 57-54  |
| 5.   | KS AZS AWF Poznań          | 18    | 29     | 63-44  |
| 6.   | AZS Politechnika Poznańska | 18    | 26     | 57-70  |
| 7.   | UKH Start 1954 Gniezno     | 18    | 19     | 44-66  |
| 8.   | LKS Gąsawa                 | 18    | 18     | 45-82  |
| 9.   | HKS Siemianowiczanka       | 18    | 16     | 32-84  |
| 10.  | MKS Środa Wielkopolska     | 18    | 1      | 18-82  |

     Play-off o mistrzostwo Polski
     Play-off o brązowy medal
     Turniej barażowy o nową Superligę
     Spadek do nowej I ligi

## Faza play-off

### Dwumecz o Mistrzostwo Polski
| Drużyna             | Wynik | Drużyna             |
| ------------------- | ----- | ------------------- |
| KS Pomorzanin Toruń | 2:2   | WKS Grunwald Poznań |
| WKS Grunwald Poznań | 3:0   | KS Pomorzanin Toruń |

### Dwumecz o III miejsce Mistrzostw Polski
| Drużyna         | Wynik      | Drużyna         |
| --------------- | ---------- | --------------- |
| LKS Rogowo      | 4:3        | KS Warta Poznań |
| KS Warta Poznań | 4:3 3:2 kz | LKS Rogowo      |

## Turniej barażowy o Superligę
| Lok. | Drużyna                | Mecze | Punkty | Bramki |
| ---- | ---------------------- | ----- | ------ | ------ |
| 1.   | UKS Start 1954 Gniezno | 3     | 9      | 14-4   |
| 2.   | LKS Gąsawa             | 3     | 6      | 10-6   |
| 3.   | KS Stella Gniezno      | 3     | 2      | 5-11   |
| 4.   | KS Lipno Stęszew       | 3     | 1      | 3-11   |

     Prawo gry w nowej Superlidze

## Medaliści
| Lp. | Drużyna             |
| --- | ------------------- |
| 1.  | WKS Grunwald Poznań |
| 2.  | KS Pomorzanin Toruń |
| 3.  | KS Warta Poznań     |